# Nenad Vučinić
Nenad Vučinić (in serbo Ненад Вучинић?; Belgrado, 7 aprile 1965) è un ex cestista e allenatore di pallacanestro jugoslavo naturalizzato neozelandese.

## Carriera
Cresciuto in Jugoslavia, dopo aver calcato per anni i parquet della Nuova Zelanda con la canotta dei Nelson Giants, ha assunto il doppio ruolo di allenatore-giocatore della squadra prima di appendere le scarpe al chiodo nel 2000.
Nel 2001 diventa il vice di Tab Baldwin nello staff della nazionale neozelandese, continuando comunque ad allenare anche squadre di club (OKK Belgrado e nuovamente i Nelson Giants).
Con le dimissioni di Baldwin da coach dei Tall Blacks nell'estate 2006, fu proprio Vučinić a sostituirlo alla guida della nazionale. Ai Mondiali 2010 la squadra oceanica ha superato la fase a gironi e chiuso al 12º posto, dopo l'eliminazione agli ottavi di finale contro la Russia.
La sua carriera a livello di club è proseguita in Estonia al Kalev/Cramo e in Turchia al Darüşşafaka. Chiamato dalla Fulgor Libertas Forlì nel gennaio 2011 in sostituzione di Giampaolo Di Lorenzo, raggiunge la salvezza dopo aver preso la squadra ultima in classifica, con una serie di 8 vittorie nelle ultime 9 giornate di campionato, chiude al dodicesimo posto in classifica. Il 17 giugno 2011 ha firmato un contratto biennale con la compagine forlivese. Il 27 luglio 2012, dopo la retrocessione in campionato, rescinde il contratto che lo teneva legato ai romagnoli.
Nel settembre 2012 approda in Cina per ricoprire il ruolo di vice al Fujian Xunxing, ritrovando nuovamente Tab Baldwin nel ruolo di capoallenatore.
Il 12 giugno 2018, Vučinić firma un contratto biennale con la Scandone Avellino. Il 10 aprile 2019 viene ufficializzata la rescissione consensuale del contratto.

## Palmarès

### Allenatore
- Campionato estone: 1

Kalev/Cramo: 2008-09